# Kurwa

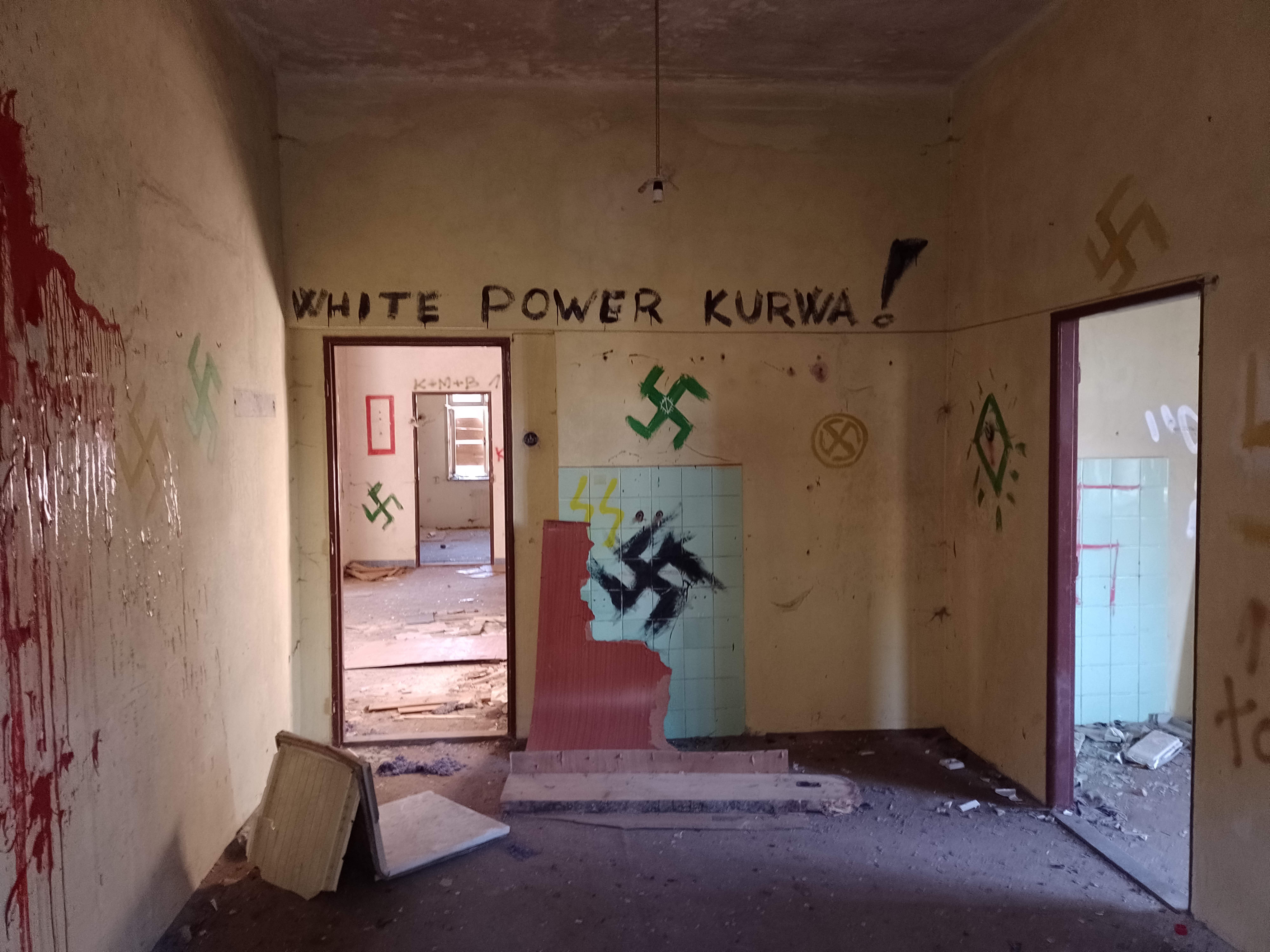
Rasistowskie graffiti z wykorzystaniem wulgaryzmu

Kurwa – najczęściej używany polski wulgaryzm, wykorzystywany również jako przekleństwo lub wyrażenie emocji. Występuje w wielu funkcjach. Jest produktywny słowotwórczo, obfituje w słowa pochodne, eufemizmy i derywaty. We współczesnej formie funkcjonuje od XV w.; wielokrotnie i aż po czasy współczesne pojawia się w literaturze i innych kontekstach kulturowych. 
Ponieważ słowo to jest wulgaryzmem, jego publiczne użycie stanowi w Polsce wykroczenie i jest zagrożone karą grzywny. 

## Występowanie w innych językach
Słowo występuje również w innych językach, np. w litewskim, białoruskim, ukraińskim, czeskim, słowackim, węgierskim, rumuńskim, serbsko-chorwackim, albańskim, bułgarskim i macedońskim.

## Znaczenie
Słownik przekleństw i wulgaryzmów Macieja Grochowskiego podaje następujące znaczenia słowa kurwa: prostytutka, kobieta chętnie odbywająca stosunki płciowe z dowolnym partnerem, kobieta – określenie z pogardą i złością, osoba robiąca coś, co jest oceniane negatywnie pod względem moralnym, a także przekleństwo. Andrzej Bańkowski dodaje znaczenie pustej partykuły emfatycznej, służącej do podkreślania wyrazów. Oprócz tego słownik podaje liczne związki frazeologiczne, takie jak kurwa mać, kurwa kurwie łba nie urwie, kurwa męska, do kurwy nędzy, rzucać kurwami. Słownik polszczyzny rzeczywistej autorstwa łódzkich i wrocławskich językoznawców wskazuje słowo kurwa jako prawdopodobnie najbardziej uniwersalny polski wulgaryzm; może on występować w rozmaitych funkcjach, takich jak zachwyt, dezaprobata, groźba, złość, pogarda, rozładowanie napięcia, a także zwykły przerywnik.

## Eufemizmy i derywaty

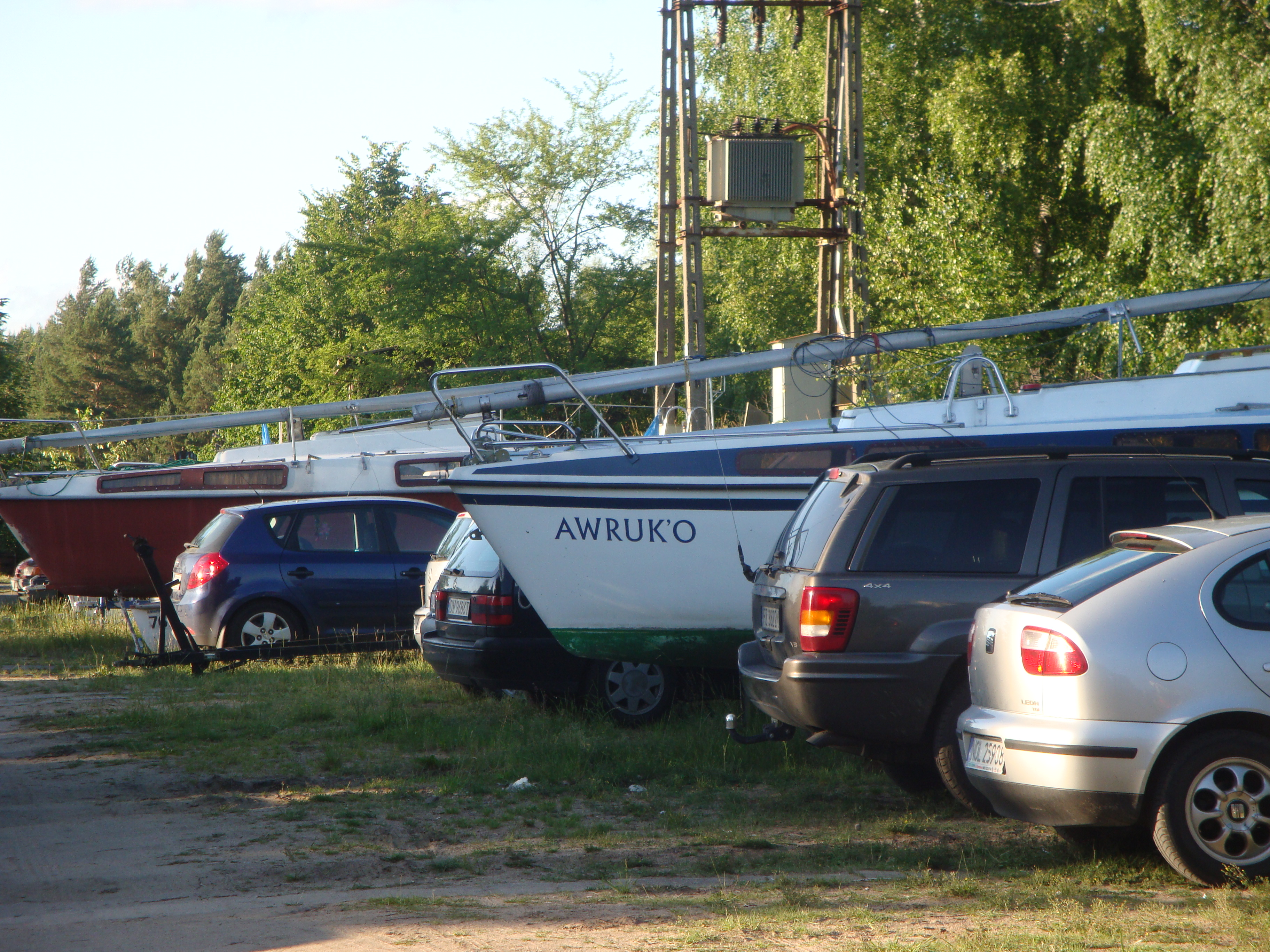
Jacht Awruk’o (o, kurwa)

Słowo posiada kilka eufemizmów, np. kurna, kurna chata, kurna Olek, kuźwa, a także anagram rukwa ćma. Czasem używa się tylko pierwszej litery, jak na przykład w wierszu Juliana Tuwima Zwariowany alfabet: „Bo jeśli nawet żona Pe została Ka i jest dziś w Be (...)”. Najważniejszą sylabą, która jest podstawą podczas tworzenia eufemizmów słowa kurwa, jest kur-: kurczę pieczone, kurka wodna, kurde itp. Podobna pod względem fonetycznym jest sylaba kurz, stąd np. kurza twarz, kurza melodia. Innym zabiegiem eufemizacyjnym jest pozostawienie sylab w nagłosie i wygłosie i manipulacja środkiem: karwa, kuwa. Ponadto w celu złagodzenia wymawia się słowo oparte na pisowni pseudoangielskiej: curwa, istnieją również liczne neosemantyzmy zawierające głoski, które naprowadzają na właściwy wyraz: morwa, bulwa, używa się również skrótu PKP – pięknie, kurwa, pięknie. Przekleństwo kurwa mać! ma mniej eufemizmów, jednak i w tym przypadku polegają one na przedstawieniach bądź zniekształceniach fonetycznych, np. murwa kać, możliwe jest również znalezienie podobnie brzmiącego wyrażenia, np. urwał nać.
Słowami pochodnymi są m.in. kurwiątko (zdrobnienie), kurwiszcze, kurwiszon, kurwowaty, kurwić się, wkurwić się, skurwysyn, kurwica, kurwiki. Derywatem jest słowo biurwa oznaczające według słownika PWN niekompetentną lub nieuprzejmą urzędniczkę, a wg Grochowskiego kobietę niewybredną pod względem seksualnym. W opowiadaniu Stanisława Lema Jak Erg Samowzbudnik Bladawca pokonał ze zbioru Bajki robotów (1964) pojawia się słowo Awruk! (wulgaryzm czytany wspak), mające być okrzykiem bojowym rodu Selektrytów.

## Użycie i klasyfikacja
Wyraz może być użyty jako:
- zwrot bezpośredni – ty jesteś kurwą;
- przerywnik – byłem, kurwa, wczoraj...;
- przekleństwo – o, kurwa;
- wyrażenie zachwytu – o, kurwa;
- wyrażenie zdziwienia, zaskoczenia – o, kurwa;
- wyzwisko – ty stara kurwo;
- ogólne wyrażenie frustracji – kurwa!;
- podkreślenie negatywnego stanu psychicznego, np. zdenerwowania – no i co ty, kurwa, robisz;
- w swej podstawowej funkcji słownikowej – ta laska to zwykła kurwa[21].

Nadużywanie słowa kurwa tak tłumaczy językoznawca Jerzy Bralczyk: „Rzucone w eter słowo zwalnia nas z refleksji. Zakrzykniemy i już możemy poczuć ulgę, bo oto nie potrzeba nam już konstruować bardziej przemyślanej opinii. Wystarczy jedna zdenerwowana … «kurwa»”.
Pod względem socjolingwistycznym słowo kurwa jest wulgaryzmem systemowym, istniejącym ze względu na swe cechy wyrażeniowe, niezależnie od znaczenia i kontekstu, w którym się pojawia. Ten typ wulgaryzmów narusza pewne konwencje kulturowe funkcjonujące w danej społeczności. Jest zarówno wulgaryzmem, jak i przekleństwem. W zdaniu pełni najczęściej funkcję ekspresywną: może wyrażać zaskoczenie: o, kurwa, pierwsze słyszę!, podziw: o kurwa, ale nogi!, złość: o kurwa, aleś narozrabiał lub nienawiść: Ta kurwa znowu mnie oblała!.

## Etymologia
Słowo pochodzi z języka prasłowiańskiego, w mianowniku brzmiało *kury, a w dopełniaczu *kurъve. Według słownika etymologicznego Vasmera wyraz zaświadczony jest w cerkiewnosłowiańskim redakcji serbskiej. Już w czasach prasłowiańskich słowo oznaczało kobietę lekkiego prowadzenia się, jako drugie znaczenie. W obecnej formie słowo ukształtowało się w XV wieku.
Teorie pochodzenia:
1. Z praindoeuropejskiego *keh₂ros („kochana”), z *keh₂-. Pokrewne z kochać, łacińskim cārus, łotewskim kārs, niemieckim die Hure.
2. Pierwotne słowo oznaczało prawdopodobnie kurę lub kokoszkę. Według prof. Walerego Pisarka słowo powstało od *kurъ w znaczeniu kogut, a jego użycie w stosunku do lubieżnej kobiety powstało przez analogię do jego zachowania[29]. W słowniku języka cerkiewnosłowiańskiego Miklosicha znajdują się zapisy кѹръва oraz кѹрьва, w znaczeniu „meretrix” (czyli „prostytutka, nierządnica”)[30].
3. Zbigniew Gołąb za Wiktorem Martynowem zestawia wyraz z greckim κύριος – „potężny, pan” i staroindyjskim śṻra – „silny, bohater”, awestyjskie sūra ts. Wszystkie formy z praindoeuropejskiego *K’euH – „pęcznieć, puchnąć”, w związku z tym *kury (*kourūs) mogło po prostu znaczyć „dojrzała, dorosła kobieta”[31]. W słowniku Sławskiego od roku 1415 w dialektach wyraz znaczył również „miejsce gołe na zagonie, nie obsiane przez nieuwagę lub niedbalstwo”[32].
4. Istnieje również etymologia wyprowadzona przez Andrzeja Bańkowskiego mówiąca, że słowo początkowo oznaczało kobietę niezamężną, a stało się wulgaryzmem po pojawieniu się wyrazu kurew (zachowanego w wyrażeniu kurwie macierze syn) oznaczającego syna niezamężnej matki, syna nieznanego ojca[16].

Od XVI wieku wyraz funkcjonował jako wulgaryzm i istniało kilka derywatów, np. kurewnik. Nieprawdziwym jest przekonanie, jakoby słowo wywodziło się od łacińskiego curvus – „krzywy”.
Wiesław Boryś w „Słowniku Etymologicznym Języka Polskiego” twierdzi, że wszelkie próby poszukiwania rzekomych odpowiedników słowa w językach indoeuropejskich są nieuzasadnione. Bańkowski zauważa istnienie słowa w dialektach węgierskich, rumuńskich, albańskich i litewskich. Według słownika Sławskiego nie można wyprowadzić etymologii z germańskich słow *horion i *hora (obecnie die Hure) ze względu na trudności głosowe, natomiast były próby sugerowania, że ten niemiecki wyraz pochodzi od słowa kurwa, co miałoby być krótszą wersją słowa *kuropatva.

## Historia
Jeb, Młodzieńcze, jeb, lecz miej zwyczaj drogi,
Ze świecą kurwie patrzeć między nogi.

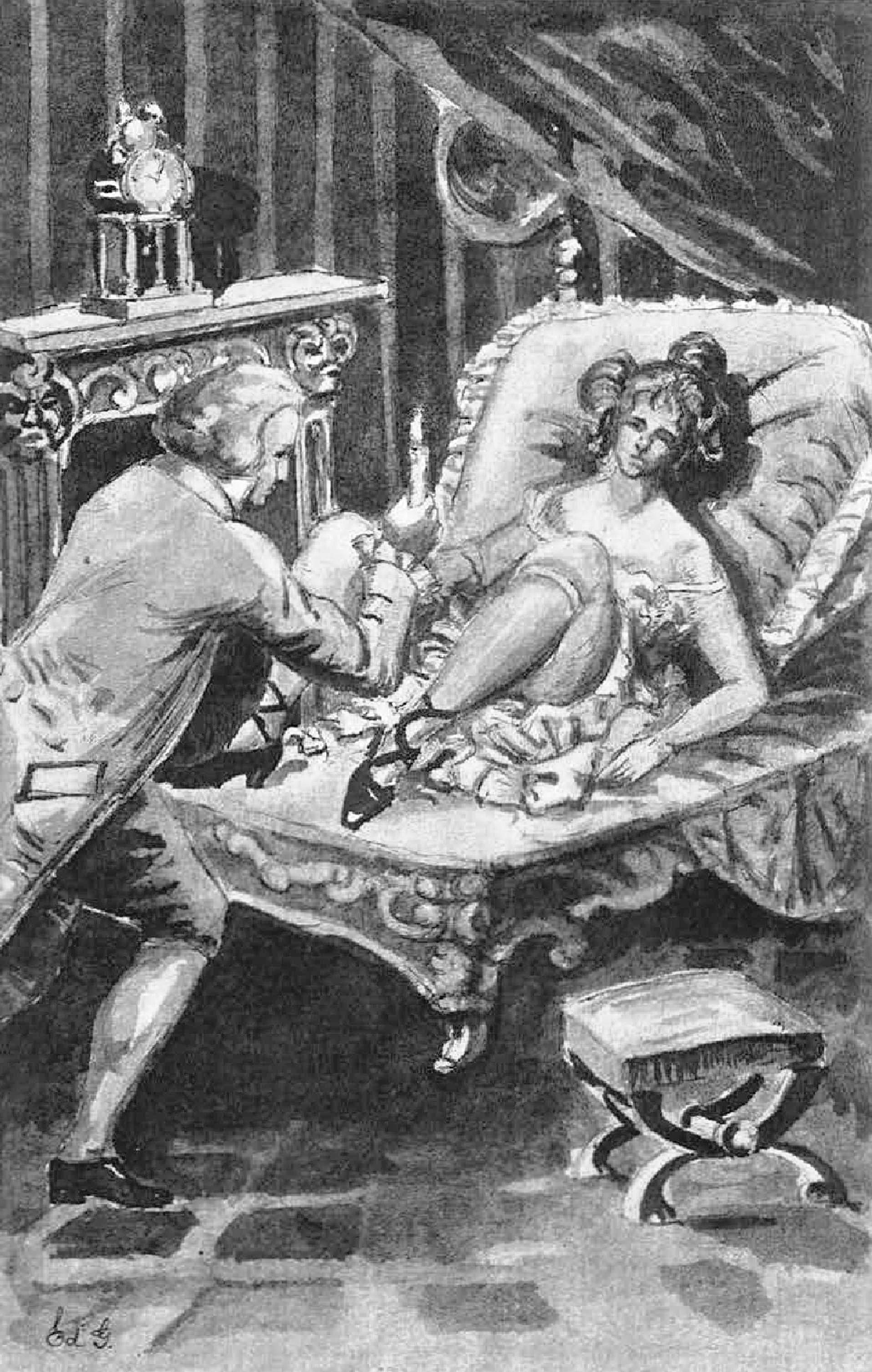
Aleksander Fredro w poemacie Sztuka obłapiania, wydanym w 1817 roku, radził:

Słowo kurwa pojawia się w dokumencie nr 531 z początku XIII wieku, który znaleziony został w Nowogrodzie Wielkim. Tekst gramoty, zapisany z obu stron płatu kory brzozowej, zawiera prośbę niejakiej Anny do brata o sprawiedliwość dla siebie i swojej córki. Kobieta skarży się bratu, że niejaki Kosniatyn oskarżył ją o nadużycia, prawdopodobnie finansowe, i nazwał ją kurwą, a jej córkę dziwką: назовало еси сьтроу коровою и доцере блядею.
Kurwa było obelżywe już w języku staropolskim; występowało w piśmiennictwie sądowym przy opisach awantur. Polskie średniowieczne roty sądowe notują np. zwrot: „Csom uczynił Pawłowi, to za jego początkiem, kiedy mi zadawał kurwie macierze syny, a na jegom dom nie biegał”.
Jednym z najstarszych, udokumentowanych przysłów polskich jest: „Kto nie ma kurwy w swym rodzie, tedy to zmaż” – taki dopisek zamieścił w latach trzydziestych XVI wieku czytelnik na egzemplarzu traktatu Arystotelesa De anima.
W literaturze kurwa pojawiła się już w okresie renesansu, występuje np. we fraszce Jana Kochanowskiego Na matematyka:

Ziemię pomierzył i głębokie morze,
Wie, jako wstają i zachodzą zorze;
Wiatrom rozumie, praktykuje komu,
A sam nie widzi, że ma kurwę w domu.

Słowo to pojawia się również u Mikołaja Reja: „Nie masz tak zamku s twardego żelaza / By przezeń kurwa s kotką nie wylazła”.
W okresie baroku słowo pojawia się u Jana Morsztyna, który napisał wiersz o kochankach magnata, które musiały opuścić dwór Precz kurwom z Zamościa. Wyraz kurwa pojawia się w literaturze błazeńskiej, w tłumaczeniu Jana z Koszyczek w utworze Rozmowy, które miał król Salomon mądry z Marchołtem grubym a sprośnym (1521). Marchołt i król Salomon posługują się w rozmowie wulgaryzmami, w tym słowem kurwa: „Zaiste to była kurwa, która porodziła takiego syna”. Wśród utworów romantyzmu, na słowo można natknąć się w twórczości Juliusza Słowackiego: w Zawiszy Czarnym jedna z rywalek wygłasza do drugiej następującą kwestię: – „Jak on cię pozna, k..., to odpędzi”. Słowacki także w wierszu Mój Adamito skierowanym do Adama Mickiewicza pisze „Medale rosły w olbrzymie posągi, / Kurwy odeskie zmieniały [w] grafinie”.
Często cytowane jest powiedzenie Józefa Piłsudskiego o Polakach: „Naród wspaniały tylko ludzie kurwy”. Ten sam Piłsudski zapytany o program jego partii, według relacji Aleksandra Skrzyńskiego, przytoczonej przez Macieja Rataja, miał odpowiedzieć „Bić kurwy i złodziei”.
W obronie słowa kurwa, a także innych wulgaryzmów, wystąpił Melchior Wańkowicz w felietonie Czy tylko sarmackość?. Wańkowicz drwił z Zofii Kossak, która we wspomnieniach z obozu koncentracyjnego zastąpiła słowo kurwa „kulfonem”. Skomentował to słowami: „Biedna kurwa! Za tyle lat wiernej służby językowi!”.
W okresie PRL słowo rzadko pojawiało się w mediach i utworach literackich z powodu działalności cenzury, która oceniała przekleństwa jako „niemoralne”.
W czasach staropolskich istniały również inne słowa oznaczające prostytutkę: wyleganica, murwa, kortyzanka, małpa, nęta, przechodka, klępa, larwa, suka. Pochodne słowo murwa występowało jeszcze w XVIII i XIX w. Samuel Linde w Słowniku języka polskiego zanotował: „Kto nie ma w swoim rodzie siostry murwy, a brata złodzieja, zmaż ten rym”.

## Współczesne użycie słowa
Według językoznawcy Piotra Fąki jest najpopularniejszym polskim wulgaryzmem, pojawiającym się w 40% polskich przekleństw. Profesor Maciej Grochowski, autor słownika przekleństw i wulgaryzmów, uważa, że najpopularniejszym przekleństwem w języku polskim jest kurwa mać!, ponieważ jest krótkie i dźwięczne. Profesor Walery Pisarek przypisuje ekspresję słowa spółgłosce r występującej w środku i uważa, że zamiennikiem kurwy mogłoby być np. słowo miliard. Podobnie uważa profesor Jerzy Bralczyk, wskazując na głoski /k/, /r/ i /w/, zapewniające wyrazowi przekonujące brzmienie. Profesor Jan Miodek zauważył, że słowo często jednoznacznie kojarzone jest z Polską i na poparcie tego cytuje zasłyszane zdanie „La Pologne, kurwa, kurwa”.
W polskiej literaturze współczesnej słowa tego używali pisarze tacy jak Marek Hłasko (jeden z jego bohaterów pyta: „A cóż ty, kurwo, wiesz o życiu? Czy ty, kurwo, czytałaś Dostojewskiego?”, a w opowiadaniu Ósmy dzień tygodnia (1954) padają słowa: „Możesz mówić kotku. Skarbie. Serce. Kurwo. Kurwiątko. Słoneczko. To też dobre, co?”). Także Dorota Masłowska nader chętnie posługiwała się wulgaryzmami w celu wyrażania emocji bohaterów w swojej debiutanckiej powieści Wojna polsko-ruska pod flagą biało-czerwoną (2002), gdzie padały m.in. takie słowa jak: „Wtedy mówi parę razy: kurwa i ja pierdolę, chujoza i gówno”.
W filmie Seksmisja (1983) w reżyserii Juliusza Machulskiego kurwa mać była hasłem uruchamiającym windę. Film Psy w reżyserii Władysława Pasikowskiego (1992) nakręcono po zlikwidowaniu cenzury, co pozwoliło na swobodne operowanie przekleństwami; kurwa i inne wulgaryzmy pojawiają się tam już wielokrotnie.
Słowo kurwa jest używane w twórczości kabaretowej; w internecie znany jest skecz naśladujący wykłady profesora Miodka o tym słowie z Piwnicy pod Baranami: „kiedy się człowiek potknie lub skaleczy, woła: o, kurwa!” wykonany przez Tadeusza Kwintę. Obfitość użycia słowa kurwa w filmie „Psy” skomentował kabaret Grupa Rafała Kmity w skeczu, w którym podczas kręcenia scen do sequelu filmu „Psy 3” pada: „Za mało kurwa!, kurwa!”.
Słowo bywa używane również przez polityków. Marszałek Sejmu Józef Zych podczas obrad plenarnych w sierpniu 1997 roku, nie zdając sobie sprawy z tego, że mikrofon jest włączony, zwrócił się do urzędnika: „No, stary, ale co mi tu, kurwa, przynosisz?”. W 2003 roku posłanka Samoobrony Renata Beger w wywiadzie, w którym opowiadała o własnej seksualności, powiedziała między innymi: „Kolega twierdzi nawet, że mam kurwiki w oczach”. Profesor Jerzy Bralczyk skomentował to słowami: „To zachęta do pewnych zachowań erotycznych. Bardziej pasuje na pobocze szosy katowickiej niż do Sejmu”.
Przekleństwa „Kurwa mać!” i „Kurwaaaaaa...” były jednymi z ostatnich słów, jakie zarejestrowały czarne skrzynki samolotu Tu-154 lecącego do Smoleńska 10 kwietnia 2010 roku.
Zgodnie z kodeksem wykroczeń użycie słowa kurwa, jak i innych wulgaryzmów, jest karane na podstawie artykułu 141 mówiącego o używaniu słów nieprzyzwoitych w miejscu publicznym; w 2017 roku karę 100 zł za użycie m.in. tego słowa podczas Przystanku Woodstock zapłacił Jerzy Owsiak.
Słowo kurwa jest dobitnym przykładem postępującego wzrostu użycia wulgaryzmów, co ma swoje odbicie w danych pochodzących z Narodowego Korpusu Języka Polskiego. Magdalena Hądzlik-Dudka znalazła w nim aż 11 743 wystąpienia tego słowa (w danych zebranych do 2014 roku) i wykazała gwałtowną tendencję rosnącą (zwłaszcza po 1990 roku), co jej zdaniem oznacza, że stało się ważnym elementem codziennej komunikacji Polaków.